# Beyond: Zero
BEYOND: ZERO – drugi japoński minialbum południowokoreańskiej grupy Ateez, wydany 25 maja 2022 roku nakładem wytwórni Nippon Columbia. Został wydany w 4 edycjach: limitowanej CD+DVD (Type A), limitowanej CD+DVD (Type B), regularnej CD oraz edycji fanklubowej (ATINY edition). Album osiągnął 2 pozycję w rankingu Oricon i pozostał na liście przez 2 tygodnie, sprzedał się w nakładzie 44 601 egzemplarzy.

## Lista utworów
| CD | CD                                        | CD      |
| Nr | Tytuł utworu                              | Długość |
| -- | ----------------------------------------- | ------- |
| 1. | „INTRO[BEYOND:ZERO]”                      | 1:34    |
| 2. | „Deja Vu” (Japanese Ver.)                 | 3:17    |
| 3. | „ROCKY” (Boxers Ver.)                     | 3:09    |
| 4. | „The King”                                | 3:12    |
| 5. | „Turbulence” (Japanese Ver.)              | 3:21    |
| 6. | „Take Me Home” (Japanese Ver.)            | 3:42    |
| 7. | „Fireworks (I’m The One)” (Japanese Ver.) | 3:29    |
|    |                                           | 21:44   |

| DVD (Type A / ATINY) | DVD (Type A / ATINY)                | DVD (Type A / ATINY) |
| Nr                   | Tytuł utworu                        | Długość              |
| -------------------- | ----------------------------------- | -------------------- |
| 1.                   | „ROCKY” (Boxers Ver.) (Music Video) |                      |
| 2.                   | „Music Video Making Film”           |                      |

| DVD (Type B) | DVD (Type B)                        | DVD (Type B) |
| Nr           | Tytuł utworu                        | Długość      |
| ------------ | ----------------------------------- | ------------ |
| 1.           | „ROCKY” (Boxers Ver.) (Music Video) |              |
| 2.           | „Photo Shooting Making Film”        |              |

## Notowania
| Lista                      | Pozycja |
| -------------------------- | ------- |
| Oricon Weekly Album Chart  | 2       |
| Billboard Japan Hot Albums | 3       |